# Danilo Gomes
Danilo Gomes (født 15. oktober 1981) er en tidligere brasiliansk fodboldspiller.